# Flyweight pattern
Nella programmazione ad oggetti, il flyweight è uno dei pattern fondamentali, definiti originariamente dalla Gang of Four.
Flyweight è un Design pattern che permette di separare la parte variabile di una classe dalla parte che può essere riutilizzata, in modo tale da condividere quest'ultima fra differenti istanze.
L'oggetto Flyweight deve essere un oggetto immutabile, per permettere la condivisione tra diversi client e thread.

## Esempio
Progettando un word processor si potrebbe creare un oggetto per ogni carattere digitato. L'oggetto glifo dovrebbe contenere informazioni come il font, la dimensione e il colore di ogni carattere. Il problema è che un testo lungo potrebbe contenere migliaia di caratteri, e oggetti. Il pattern Flyweight risolve il problema creando un nuovo oggetto per memorizzare quelle informazioni che sono condivise da tutti i caratteri con la stessa formattazione. Memorizzando le informazioni una volta sola si ha un grosso risparmio di memoria.

### Java
```
public
 
enum
 
FontEffect
 
{

    
BOLD
,
 
ITALIC
,
 
SUPERSCRIPT
,
 
SUBSCRIPT
,
 
STRIKETHROUGH

}

public
 
final
 
class
 
FontData
 
{

    
/**

     * A weak hash map will drop unused references to FontData.

     * Values have to be wrapped in WeakReferences, 

     * because value objects in weak hash map are held by strong references.

     */

    
private
 
static
 
final
 
WeakHashMap
<
FontData
,
 
WeakReference
<
FontData
>>
 
flyweightData
 
=

        
new
 
WeakHashMap
<
FontData
,
 
WeakReference
<
FontData
>>
();

    
private
 
final
 
int
 
pointSize
;

    
private
 
final
 
String
 
fontFace
;

    
private
 
final
 
Color
 
color
;

    
private
 
final
 
Set
<
FontEffect
>
 
effects
;

    
private
 
FontData
(
int
 
pointSize
,
 
String
 
fontFace
,
 
Color
 
color
,
 
EnumSet
<
FontEffect
>
 
effects
)
 
{

        
this
.
pointSize
 
=
 
pointSize
;

        
this
.
fontFace
 
=
 
fontFace
;

        
this
.
color
 
=
 
color
;

        
this
.
effects
 
=
 
Collections
.
unmodifiableSet
(
effects
);

    
}

    
public
 
static
 
FontData
 
create
(
int
 
pointSize
,
 
String
 
fontFace
,
 
Color
 
color
,

        
FontEffect
...
 
effects
)
 
{

        
EnumSet
<
FontEffect
>
 
effectsSet
 
=
 
EnumSet
.
noneOf
(
FontEffect
.
class
);

        
for
 
(
FontEffect
 
fontEffect
 
:
 
effects
)
 
{

            
effectsSet
.
add
(
fontEffect
);

        
}

        
// We are unconcerned with object creation cost, we are reducing overall memory consumption

        
FontData
 
data
 
=
 
new
 
FontData
(
pointSize
,
 
fontFace
,
 
color
,
 
effectsSet
);

        
if
 
(
!
flyweightData
.
containsKey
(
data
))
 
{

            
flyweightData
.
put
(
data
,
 
new
 
WeakReference
(
data
));

        
}

        
// return the single immutable copy with the given values

        
return
 
flyweightData
.
get
(
data
).
get
();

    
}

    
@Override

    
public
 
boolean
 
equals
(
Object
 
obj
)
 
{

        
if
 
(
this
 
==
 
obj
)

            
return
 
true
;

        
if
 
(
obj
 
==
 
null
)

            
return
 
false
;

        
if
 
(
getClass
()
 
!=
 
obj
.
getClass
())

            
return
 
false
;

        
FontData
 
other
 
=
 
(
FontData
)
 
obj
;

        
if
 
(
color
 
==
 
null
)
 
{

            
if
 
(
other
.
color
 
!=
 
null
)

                
return
 
false
;

        
}
 
else
 
if
 
(
!
color
.
equals
(
other
.
color
))

            
return
 
false
;

        
if
 
(
effects
 
==
 
null
)
 
{

            
if
 
(
other
.
effects
 
!=
 
null
)

                
return
 
false
;

        
}
 
else
 
if
 
(
!
effects
.
equals
(
other
.
effects
))

            
return
 
false
;

        
if
 
(
fontFace
 
==
 
null
)
 
{

            
if
 
(
other
.
fontFace
 
!=
 
null
)

                
return
 
false
;

        
}
 
else
 
if
 
(
!
fontFace
.
equals
(
other
.
fontFace
))

            
return
 
false
;

        
if
 
(
pointSize
 
!=
 
other
.
pointSize
)

            
return
 
false
;

        
return
 
true
;

    
}

    
@Override

    
public
 
int
 
hashCode
()
 
{

        
final
 
int
 
prime
 
=
 
31
;

        
int
 
result
 
=
 
1
;

        
result
 
=
 
prime
 
*
 
result
 
+
 
((
color
 
==
 
null
)
 
?
 
0
 
:
 
color
.
hashCode
());

        
result
 
=
 
prime
 
*
 
result
 
+
 
((
effects
 
==
 
null
)
 
?
 
0
 
:
 
effects
.
hashCode
());

        
result
 
=
 
prime
 
*
 
result
 
+
 
((
fontFace
 
==
 
null
)
 
?
 
0
 
:
 
fontFace
.
hashCode
());

        
result
 
=
 
prime
 
*
 
result
 
+
 
pointSize
;

        
return
 
result
;

    
}

    
// Getters for the font data, but no setters. FontData is immutable.

}

```

### C#
```
using
 
System.Collections
;

using
 
System.Collections.Generic
;

using
 
System
;

 

class
 
GraphicChar
 
{

    
char
 
c
;

    
string
 
fontFace
;

    
public
 
GraphicChar
(
char
 
c
,
 
string
 
fontFace
)
 
{
 
this
.
c
 
=
 
c
;
 
this
.
fontFace
 
=
 
fontFace
;
 
}

    
public
 
static
 
void
 
printAtPosition
(
GraphicChar
 
c
,
 
int
 
x
,
 
int
 
y
)
   
{

        
Console
.
WriteLine
(
"Printing '{0}' in '{1}' at position {2}:{3}."
,
 
c
.
c
,
 
c
.
fontFace
,
 
x
,
 
y
);

    
}

}

 

class
 
GraphicCharFactory
 
{

    
Hashtable
 
pool
 
=
 
new
 
Hashtable
();
 
// the Flyweights

 

    
public
 
int
 
getNum
()
 
{
 
return
 
pool
.
Count
;
 
}

 

    
public
 
GraphicChar
 
get
(
char
 
c
,
 
string
 
fontFace
)
 
{

        
GraphicChar
 
gc
;

        
string
 
key
 
=
 
c
.
ToString
()
 
+
 
fontFace
;

        
gc
 
=
 
(
GraphicChar
)
pool
[
key
];

        
if
 
(
gc
 
==
 
null
)
 
{

            
gc
 
=
 
new
 
GraphicChar
(
c
,
 
fontFace
);

            
pool
.
Add
(
key
,
 
gc
);

        
}

        
return
 
gc
;

    
}

}

 

class
 
FlyWeightExample
 
{

    
public
 
static
 
void
 
Main
(
string
[]
 
args
)
 
{

        
GraphicCharFactory
 
cf
 
=
 
new
 
GraphicCharFactory
();

 		

        
// Compose the text by storing the characters as objects.

        
List
<
GraphicChar
>
 
text
 
=
 
new
 
List
<
GraphicChar
>
();

        
text
.
Add
(
cf
.
get
(
'H'
,
 
"Arial"
));
    
// 'H' and "Arial" are called intrinsic information

        
text
.
Add
(
cf
.
get
(
'e'
,
 
"Arial"
));
    
// because it is stored in the object itself.

        
text
.
Add
(
cf
.
get
(
'l'
,
 
"Arial"
));

        
text
.
Add
(
cf
.
get
(
'l'
,
 
"Arial"
));

        
text
.
Add
(
cf
.
get
(
'o'
,
 
"Times"
));

 		

        
// See how the Flyweight approach is beginning to save space:

        
Console
.
WriteLine
(
"CharFactory created only {0} objects for {1} characters."
,
 
cf
.
getNum
(),
 
text
.
Count
);

 		

        
int
 
x
=
0
,
 
y
=
0
;

        
foreach
 
(
GraphicChar
 
c
 
in
 
text
)
 
{
             
// Passing position as extrinsic information to the objects,

            
GraphicChar
.
printAtPosition
(
c
,
 
x
++
,
 
y
);
   
// as a top-left 'A' is not different from a top-right one.

        
}

    
}

}

```